# Federico Puente
Federico Puente, vollständiger Name Federico Puente Arap, (* 29. Januar oder 29. Dezember 1995 in Montevideo) ist ein uruguayischer Fußballspieler.

## Karriere
Der 1,74 Meter große Mittelfeldakteur Puente spielte seit 2010 für die Nachwuchsmannschaften des Club Atlético Cerro. Am 4. September 2016 debütierte er dort bei den Profis in der Primera División, als er von Trainer José Puente am 2. Spieltag der Spielzeit 2016 bei der 1:3-Heimniederlage gegen die Montevideo Wanderers in der 76. Spielminute für Richard Pellejero eingewechselt wurde. Während der Saison 2016 kam er fünfmal (kein Tor) in der Liga zum Einsatz.